# 서울특별시성북강북교육지원청
서울특별시성북강북교육지원청(서울特別市城北江北敎育支援廳, Seoul Seongbuk Gangbuk District Office of Education)은 대한민국 서울특별시 성북구, 강북구의 교육을 담당하기 위해 서울특별시교육청 산하에 설치된 기관이다.
교육장은 장학관으로 보한다.

## 산하기관

### 강북구
초등학교
| - 서울미양초등학교 - 서울번동초등학교 - 서울삼각산초등학교 - 서울삼양초등학교 | - 서울송중초등학교 - 서울송천초등학교 - 서울수송초등학교 - 서울수유초등학교 | - 서울오현초등학교 - 서울우이초등학교 - 서울유현초등학교 | - 서울인수초등학교 - 서울화계초등학교 - 영훈초등학교 |

중학교
| - 강북중학교 - 번동중학교 - 삼각산중학교 - 서라벌중학교 | - 성암여자중학교 - 솔샘중학교 - 수송중학교 - 수유중학교 | - 신일중학교 - 영훈국제중학교 - 인수중학교 | - 창문여자중학교 - 화계중학교 |

### 성북구
초등학교
| - 광운초등학교 - 대광초등학교 - 매원초등학교 - 서울개운초등학교 - 서울길원초등학교 - 서울길음초등학교 - 서울돈암초등학교 - 서울동신초등학교 | - 서울미아초등학교 - 서울삼선초등학교 - 서울석계초등학교 - 서울석관초등학교 - 서울성북초등학교 - 서울숭곡초등학교 - 서울숭덕초등학교 - 서울숭례초등학교 | - 서울숭인초등학교 - 서울안암초등학교 - 서울월곡초등학교 - 서울일신초등학교 - 서울장곡초등학교 - 서울장월초등학교 - 서울장위초등학교 - 서울정덕초등학교 | - 서울정릉초등학교 - 서울정수초등학교 - 서울청덕초등학교 - 성신초등학교 - 우촌초등학교 |

중학교
| - 개운중학교 - 고려대학교 사범대학 부속중학교 - 고명중학교 - 길음중학교 - 남대문중학교 | - 동구여자중학교 - 북악중학교 - 삼선중학교 - 서울대학교 사범대학 부설중학교 - 석관중학교 | - 성신여자중학교 - 숭곡중학교 - 용문중학교 - 월곡중학교 | - 장위중학교 - 종암중학교 - 한성여자중학교 - 홍익대학교 사범대학 부속중학교 |

## 같이 보기
- 대한민국 교육부